# Kälnamrivier
De Kälnamrivier (Zweeds: Kälnamjåkka of -johka) is een rivier die stroomt in de Zweedse  gemeente Kiruna. De Kälnamrivier vangt haar water op aan de zuidzijde van de berg Vittangivaara van 836 meter hoogte. Voorts krijgt ze water uit het Varakasjaure, een meer van nauwelijks 10 hectare.Ze stroomt naar het zuidwesten en levert haar water af aan het Ylinen Sevujärvi. Ze is circa 7 kilometer lang.
Afwatering: Kälnamrivier → Sevurivier → Vittangirivier → Torne → Botnische Golf